# Манастир Златенац
Манастир Златенац се налази у источној Србији, у селу Гложане, у оквиру општине Свилајнац. То је женски манастир чија је црква  посвећена Светим Врачима, Козми и Дамјану. Припада Епархији браничевској Српске православне цркве. Манастирска слава је 14. јула.
Манастирска црква представља непокретно културно добро као споменик културе.

## Положај и историја
Манастир се налази на стрмој десној обали Велике Мораве и до њега води стаза са више од стотину степеника. Окружен је густом шумом. Саграђен је 1427. године, за време владавине деспота Стефана Лазаревића и његова је задужбина. У исто време су саграђени Руденица, Каленић и Манасија. После најезде Турака, манастир је порушен. Први писани податак о манастиру потиче из 1718. године, са географске карте Аустро-угарског генералштаба, где се наводи да је црква срушена, а већ 1734. године записано је да Златенац активан и да има братство. Последње велико рушење догодило се 1811. године, када су га Турци гађали топовима са оближњег брда. Неколико пута обнављан у првој половини 20. века, али непотпуно или нестручно.
Манастир припада Ресавско-моравској школи, коју чини дванаест манастира повезаних са манастиром Манасија. Служио је непосредно ресавској преписивачко-стваралачкој школи. Све до 1980. године био је метох Манастира Миљково, када је постао самосталан. Црква је реконструисана на темељима првобитног храма, изграђени су конаци, звоник и други објекти у оквиру манастира. Црква је освештена 1984. године.
Иконе и фреске је радила жичка иконописачка школа и имају велику уметничку вредност.
Једна од лепота манастира је дрвена воденица на Великој Морави, до које се стиже спуштањем низ 164 степеника од манастирског дворишта. У воденици се меље брашно, које сестринство продаје. Воденица је отворена за посете и свако може у њој да се одмори или самеље свој кукуруз или пшеницу.

## Старешине манастира
- Јефимија (Јовић), (1979—2012).[7]
- Параскева (Тодоровић), (2012—2021).[8]
- Јустина (Вујиновић), (2021—тренутна).[9]